# Danielle Woodhouse
Danielle Woodhouse OAM, geboren als Danielle Gusterson, (* 23. Januar 1969 in Perth) ist eine ehemalige australische Wasserballspielerin. Sie war Weltmeisterschaftsdritte 1998 und Olympiasiegerin 2000.

## Sportliche Karriere
1998 bei den Weltmeisterschaften in Perth erreichten die Australierinnen als drittbestes Team ihrer Vorrundengruppe das Viertelfinale und besiegten dann die Ungarinnen. Im Halbfinale unterlagen die Australierinnen den Italienerinnen nach Verlängerung. Im Spiel um den dritten Platz besiegten die Australierinnen die russische Mannschaft mit 8:5.
1998 wurde bekannt gegeben, dass Wasserball für Frauen als Wettbewerb in das Programm der Olympischen Spiele in Sydney 2000 aufgenommen worden war. Im olympischen Turnier wurde Danielle Woodhouse in zwei Vorrundenspielen eingesetzt, ansonsten fungierte sie als Ersatztorhüterin hinter Liz Weekes. Nachdem die Australierinnen das Turnier gewannen, erhielt auch Woodhouse eine Goldmedaille.
Danielle Woodhouse ist die ältere Schwester von Bridgette Gusterson, die beim Olympiasieg 2000 in allen Spielen eingesetzt wurde.